# Східний кратон Пілбара
Східний кратон Пілбара — східна частина кратону Пілбара, розташована в Західній Австралії. Цей регіон містить різноманітно метаморфизовані мафічні та ультраосновні зеленокам’яні породи поясу, інтрузивні гранітні купольні структури та вулканічні породи. Ці зеленокам’яні пояси по всьому світу вважаються залишками стародавніх вулканічних поясів і є предметом багатьох дискусій у сучасній науковій спільноті. Такі райони, як Ісуа та Барбертон, які мають подібну літологію та вік, як Пілбара, вважаються акреційними дугами субдукції, тоді як інші припускають, що вони є результатом вертикальної тектоніки. Ця дискусія має вирішальне значення для дослідження того, коли/як почалася тектоніка плит на Землі. Кратон Пілбара разом із кратоном Каапваал є єдиними ділянками Землі, що залишилися, з незайманою корою 3,6–2,5 млрд років. Надзвичайно давня і рідкісна природа цього регіону кори робить його цінним ресурсом для розуміння еволюції архейської Землі.

## Архейська кора (3,8–3,53 млрд років тому)
Залишки архейської кори в цьому регіоні можна знайти в різних гранітних комплексах у Східній Пільбарі. Ксеноліти габброїдного анортозиту 3,58 млрд років були знайдені в межах гранітного комплексу Шоу. Гранітний комплекс Warrawagine містить 3,66–3,58 млрд. років біотит-тоналіт-гнейс. Наявність уламкових цирконів віком 3,8–3,6 млрд років також свідчить про ерозію земної кори за 300 млн років до появи найдавніших порід .

## Гранітні куполи та зеленокам'яні пояси (3,57–3,23млрд років тому)
Зразок гранітної породи з Пільбари. Світлий/білий/жовтий колір відрізняє його від зелених каменів, також знайдених у цьому регіоні. Джерелами таких порід були розплави порід тоналіт-трондьєміт-гранодіорит — ТТГ.
Домінуючою літологією та пов'язаними структурами в регіоні Східної Пілбари є гранітні куполи та зеленокам'яні пояси. Гранітні куполи в основному мають ТТГ або ТТГ-подібний склад. Зеленокам'яні пояси інтерпретуються як змінені коматиітові базальти та вулканогенно-осадові породи. За складом ці породи варіюються від ультрабазитових, мафічних і кислих. Також можна знайти ультраосновні породи, такі як дуніти.